# 토트 크리스티나

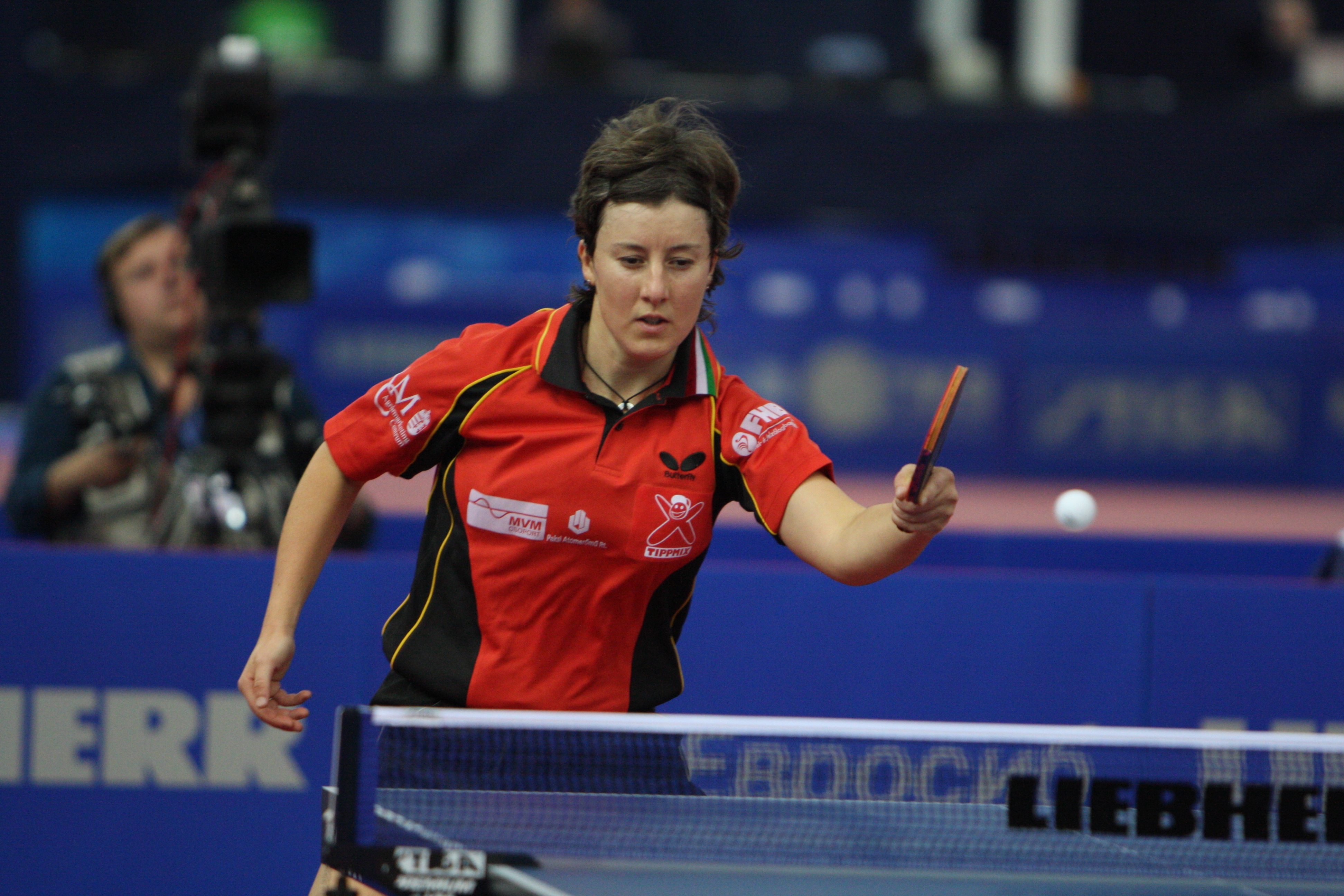

토트 크리스티나(헝가리어: Tóth Krisztina, 1974년 ~ )는 헝가리의 탁구 선수다. 1995년 중국 텐진 세계선수권대회에서 복식 동메달을 획득하였다.